# James Wallace
James Wallace (* 1729; † 1783) von Carleton Hall, war ein englischer Rechtsanwalt und Mitglied des Parlaments.

## Leben
James Wallace, der Sohn von Thomas Wallace aus Asholme, Northumberland, Rechtsanwalt, trat in Lincoln’s Inn ein und wurde 1757 zur Anwaltschaft berufen. 1770 wurde er als einer der Abgeordneten für Horsham in Sussex gewählt. 1778 wurde er zum Solicitor General for England and Wales und 1780 zum Attorney General for England and Wales ernannt.
Er starb 1783 und wurde in der Kathedrale St. Peter (Exeter) begraben. Am 8. Januar 1767 hatte Wallace Elizabeth geheiratet, die einzige Tochter und alleinige Erbin von Thomas Simpson, Esquire, aus Carleton Hall, Cumberland, und sie hatten zwei Kinder, seinen Sohn und Erben Thomas Wallace, den 1. Baron Wallace, der Jean Hope heiratete, und Elizabeth (1770–1792), die unverheiratet starb.